# Mystic Heroes
Mystic Heroes (Chô Battle Hôshin au Japon) est un jeu vidéo édité par Koei et développé par Shade en Europe. Il est sorti en 2002 sur GameCube et en 2003 sur PlayStation 2.
Il s'apparente à un Dynasty Warriors, du même développeur, en visant plus particulièrement un jeune public, avec un design général à l'aspect manga et d'un style SD pour les personnages. Le contexte, s'il reste proche de l'Asie médiévale, est tout de même différent car il s'en éloigne : des éléments fantastiques font leur apparition. La trame du titre est basée sur un vieux roman chinois connu sous le nom de L'Investiture des dieux.
Une version Game Boy Advance, intitulée Magical Hôshin, fut également commercialisée au Japon.

## Accueil
- Jeux vidéo Magazine : 12/20[1]